# Tractat del Pla d'Arrem

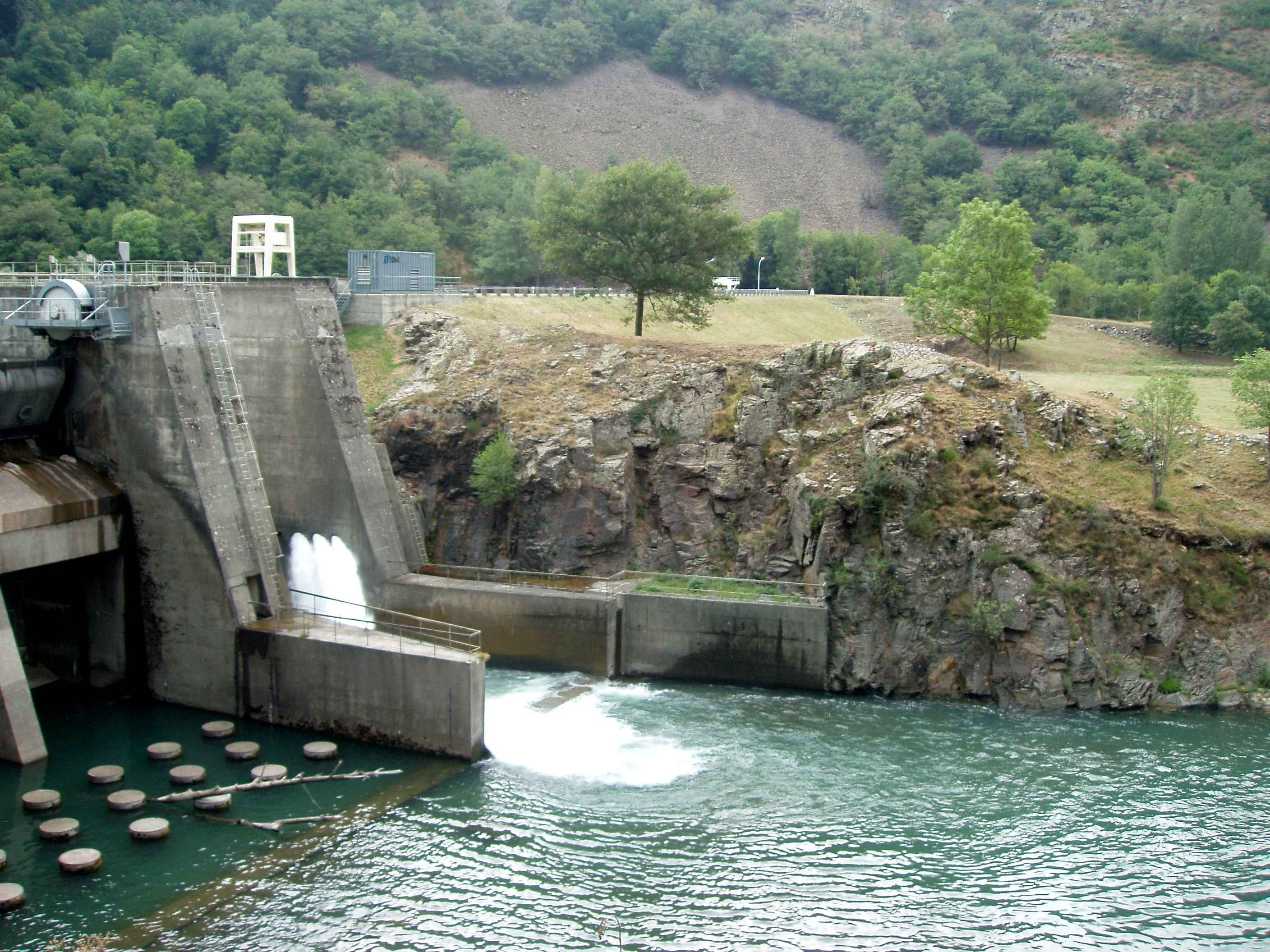
Imatge del Pla d'Arrem prop de Pont de Rei.

El tractat del Pla d'Arrem es va firmar el 22 d'abril de 1513 entre Sent Biat i Aran, amb l'impuls de la monarquia francesa i espanyola. En el tractat, les valls es comprometen a tenir pau, a no tallar les relacions comercials i a prendre mesures comunes en cas de guerra entre França i Espanya. El tractat del pla d'Arrem és un tractat de lies e patzeries, una expressió formada per dues paraules occitanes. La primera «ligas», fa referència a l'acord que uneix a les valls que el signen, i «patzerias» conté la idea de pau entre les valls. Són acords destinats a reglamentar els dret de pastura, de trànsit de ramats o de mercaderies, però també de preservar la pau entre elles.
El rei espanyol que permet aquest tractat és Ferran el Catòlic. El rei francès és Lluís XII, conegut com a Lluís d'Orleans. Per part de l'estat francès hi participen la Val de Loron, Larbost, Varossa, Oueil, Banhèras, Aura, Neste, Frontinhas, la castellania de Sent Biat, la baronia i senyoriu d'Aspèth, la castellania de Castilhon, el vescomtat de Coserans, la ciutat de Sent Líser i la senescalia de Tolosa. Per part espanyola, signen el marquesat del Pallars, el vescomtat de Vilamur, la Vall d'Aran, el comtat de Ribagorça, la vall de Benasc, la vall de Chistén, Barravés, la baronia d'Erill, l'abadia de Lavaix, la baronia de Bielsa, la baronia d'Orcau, la vila de Tremp i Conca d'Orcau.
Dins del fons del Conselh Generau dera Val d'Aran es conserva la còpia del tractat de lies e patzeries de 1513 en català, possiblement datat entre 1664-1665 i que també conté les ratificacions dels reis espanyols i francesos, la còpia del tractat en francès, datat a Sant Beat el 28 de juliol de 1643 i la còpia en gascó, sense data, possiblement de 1654.